# Summer Game Fest
Le Summer Game Fest (littéralement : festival d'été des jeux) est un évènement vidéoludique organisé et animé chaque année au mois de juin par le journaliste canadien Geoff Keighley. Il débute par une émission de près de deux heures, retransmise sur Internet, qui met en avant des jeux vidéo à paraître prochainement. Dans les jours suivants, d'autres émissions prennent la relève, parfois sur des genres de jeux vidéo précis ou bien en mettant en avant le catalogue d'un éditeur en particulier.
L'évènement est organisé pour la première fois en 2020, en réaction à la pandémie de Covid-19 qui empêche la tenue des deux grands évènement estivaux réguliers que sont l'Electronic Entertainment Expo (E3) et la Gamescom. En quelques années seulement, l'audience du festival s'accroît au point de devenir l'un des deux rendez-vous annuels majeurs de l'industrie vidéoludique, avec la cérémonie en décembre des Game Awards.

## Historique
En 2020, alors que la pandémie de Covid-19 contraint l'annulation du salon annuel de l'Electronic Entertainment Expo (E3), l'animateur canadien Geoff Keighley lance en streaming depuis Los Angeles une émission destinée à remplacer la plateforme promotionnelle qu'est l'E3, qu'il intitule « Summer Game Fest ». L'influence de l'émission croît exponentiellement d'année en année, tandis que Keighley en reste l'unique dirigeant.
Après l'édition 2023 de l'émission, des critiques s'élèvent pour dénoncer le manque de diversité parmi les présentateurs : alors même que les jeux annoncés montrent une grande variété de protagonistes, pas une seule femme n'est invitée sur scène pour prendre part au Summer Game Fest. Keighley reconnaît ce manque de diversité et relève qu'une femme était censée faire partie des présentateurs, mais avait dû se décommander.
En 2024, le magazine Esquire considère qu'entre l'audience et l'influence du Summer Game Fest et celles des Game Awards, Keighley se retrouve désormais à la tête des deux plus grands évènements annuels de la pop culture. Le fait que les deux évènements soient également tous deux animés par Keighley en fait le « grand maître de cérémonie » attitré de l'industrie du jeu vidéo, lui qui gère également la soirée d'ouverture de la Gamescom.

## Fonctionnement

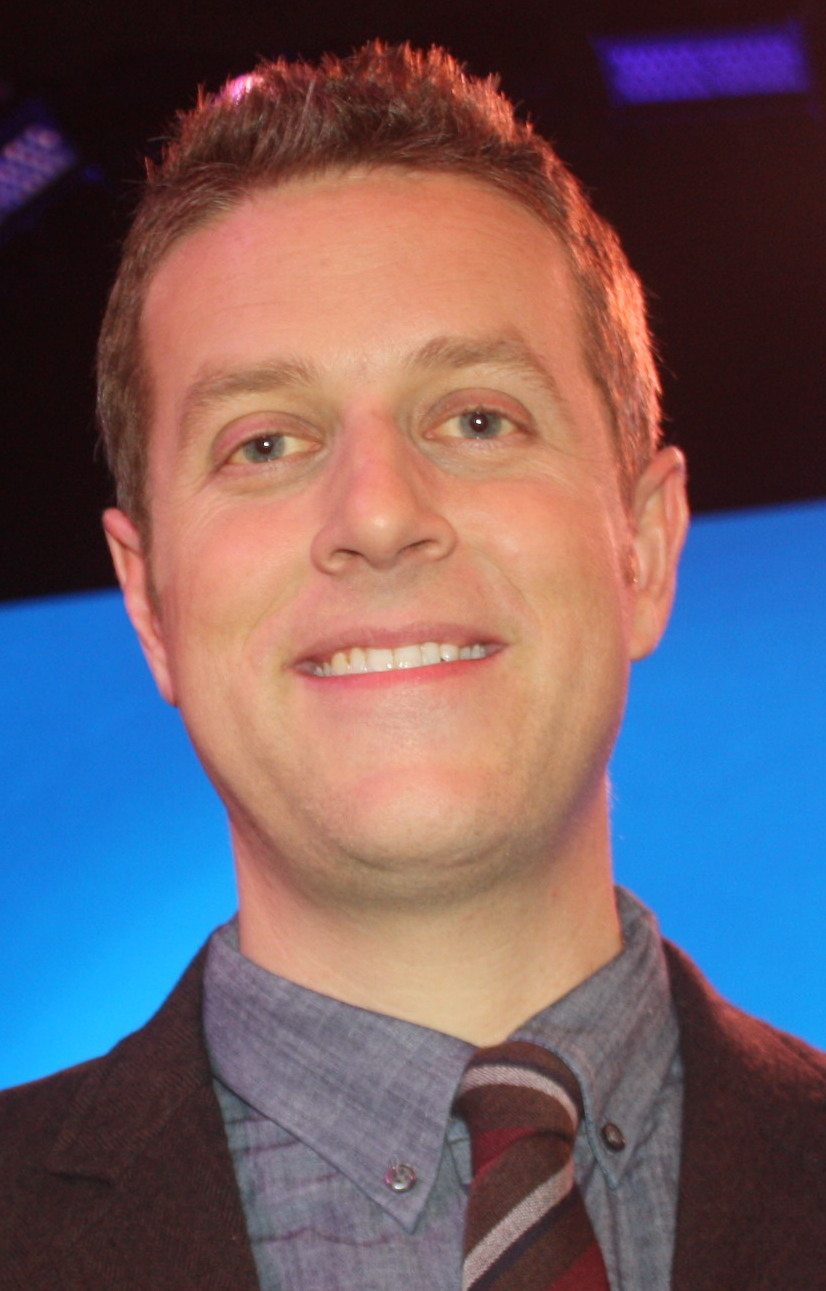
L'animateur canadien Geoff Keighley, ici en 2013.

L'émission d'ouverture du festival, animée par Geoff Keighley, est initialement diffusée exclusivement sur internet, mais finit à partir de 2023 par être retransmise depuis la salle de spectacles du YouTube Theater, qui dispose de 6 000 places. Une partie de celles-ci sont accessibles au grand public, tandis que d'autres sont réservées à des invités. Cette présentation introduit en fait ledit festival, qui s'étale sur plusieurs jours et propose d'autres retransmissions thématiques, comme « Day of the Devs », qui se concentre sur les jeux indépendants.
L'émission d'ouverture est aussi une opportunité commerciale de première ampleur pour les éditeurs qui ont des jeux vidéo à promouvoir. En 2024, la grille de tarification pour que ceux-ci obtiennent d'y diffuser une bande-annonce indique des prix de 250 000 dollars pour une minute, 350 000 pour une minute et demie, 450 000 pour deux minutes, et 550 000 pour deux minutes et demie.

## Faux site internet «Summer Games Fest»
La grammaire du nom choisi pour l'évènement parle de « jeu » (« game ») au singulier, pas au pluriel ; cette particularité peut aller à l'encontre des habitudes du public, lequel prononce et orthographie parfois mal le nom du festival. En mai 2020, un gestionnaire de site internet anonyme en profite pour acheter, pour une durée de cinq ans, le nom de domaine « Summergamesfest », à l'orthographe quasiment identique au site officiel de l'évènement, si ce n'est pour l'écriture de « jeu » qui est faite au pluriel. D'année en année, ce faux site internet affiche des contenus surprenants pour qui ferait l'erreur de ne pas tomber sur la page officielle : une version du site affiche à une époque des images de chips et de tacos de la marque Doritos, en référence probable à Geoff Keighley dont la réputation journalistique avait souffert lors du scandale dit du Doritos Gate, ou bien en relayant des contenus en soutien au mouvement Black Lives Matter ou en soutien à la Palestine dans le cadre de la guerre à Gaza.